# Campylopus dicranoides
Campylopus dicranoides là một loài Rêu trong họ Dicranaceae. Loài này được Thér. & Naveau mô tả khoa học đầu tiên năm 1927.